# 흑치상지
흑치상지(黑齒常之, 630년 ~ 689년 음력 10월)는 백제의 장군으로, 백제 멸망 후 백제 부흥운동을 이끌었다. 백제유민 세력의 핵심인물이다. 의자왕의 아들 왕자 부여융과 함께 당나라인들을 몰아내었으나 적이였던 흑치상지를 당나라는 회유하여 당나라에 귀화하였다. 구당서와 신당서 흑치상지 열전에는 키가 7척이라고 기록되어 있다.

## 생애

### 백제 장군
1929년 중국 낙양에서 아들 준(俊)과 함께 출토된 그의 묘지명에 따르면, 흑치상지는 원래 부여씨(夫餘氏)로부터 나왔는데, 흑치에 봉해졌기 때문에 자손들이 이를 씨로 삼았다.  증조부는 문대(文大), 조부는 덕현(德顯), 아버지는 사차(沙次)이며, 흑치상지의 자는 항원(恒元)이다. 의자왕 때 벼슬은 달솔로서 풍달군(風達郡) 군장을 겸하고 있었다.
660년 당의 소정방과 신라의 명장 김유신이 지휘하는 18만 연합군이 백제를 정복하자, 임존성에서 3만의 유민과 함께 투쟁하였다. 흑치상지는 지형을 이용해 150여 성을 공격하기도 했다. 흑치상지는 의자왕과 함께 항복 하였다.
또다른 부흥군의 수장이었던 복신이 전라도에서 도침을 살해하고 권력을 장악했다가 부여풍에게 살해당하고, 663년 백강 전투에서 나당연합군이 왜군을 섬멸했다. 결국 흑치상지는 당나라군을 물리치며 부흥 운동을 하였으나 당나라의 회유에 의해 별부장 사타상여와 함께 당나라에 투항했다.

### 당나라 귀화
당에 투항한 흑치상지는 당나라의 좌령군원외장군(左領軍員外將軍)ㆍ양주자사(佯州刺史)에 임명되어, 유인궤와 함께 백제 부흥군의 근거지였던 임존성 공격에 앞장서는 등 당나라의 장군으로 활약했다.
이후 당 고종 의봉(儀鳳) 2년(677년)에 티베트가 당을 공격했을 때, 당 조정은 유인궤에게 조하(洮河)로 출진하게 하여 여러 차례 티베트와 전투를 치렀는데, 당시 전라도에 머무르던 흑치상지도 당나라 고종의 명령을 받고 유인궤의 부장으로서 조하도경략부사(洮河道經略副使)로 나아가 티베트 전선에 투입된다.
의봉 3년(678년), 당 고종이 중서령(中書令) 이경현(李敬玄)을 하원도경략대사(河源道經略大使)로 삼고 군의 대총관으로 삼아, 티베트의 명장 가르친링)과 칭하이호(靑海湖) 일대에서 맞서게 되었다. 7월, 양측은 청해 지역에서 전투를 벌였고, 당측의 적수군대사(赤水軍大使) 유심례(劉審禮)가 티베트군을 쫓아 깊숙히 들어갔다가 포위되어 그만 9월에 전군이 패배하고 몰살당했다. 이경현의 군은 승풍령(承風嶺, 지금의 칭하이성 시닝 부근)까지 물러났으나 자신도 티베트군에 포위되는데, 흑치상지가 결사대 500인을 모아 티베트 군영에 야습을 감행하였고, 티베트의 수령 발지설(跋地設)은 패하여 달아나고 이경현은 간신히 포위에서 풀려날 수 있었다. 이 공으로 흑치상지는 좌무위장군(左武威將軍)으로 승진하였으며, 나아가 하원군부사(河源軍副使)가 되었다.
조로(調露) 2년(680년) 7월, 흑치상지는 군을 거느리고 양비천(良非川)에서 다시 가르첸바를 패주시켰으며, 이경현을 대신해 하원군경략대사가 되어 하원 지역 방어 책임자가 되었다. 흑치상지는 현지에 둔전(屯田)하여 군의 비용으로 충당했는데 그 크기가 5천여 경에 달했으며 해마다 백만여 석의 곡식을 거두었다고 한다. 또한 봉수대 70여 곳을 만들어 하원 지역의 방어력을 높였다. 개요(開耀) 원년(681년) 5월 21일에 흑치상지가 이끄는 정병(精兵) 1만 기(騎)가 청해 둔전을 공격해 온 티베트의 갈이(噶爾)·찬파(贊婆) 등을 패주시키고 2천 급을 베었으며, 티베트군의 군량을 불사르는 전공을 세웠다. 흑치상지가 청해에 머무른 7년 동안 티베트는 당의 영토를 넘볼 수 없었다고 한다. 사성(嗣聖) 원년(684년), 흑치상지는 다시 좌무위대장군(左武衛大將軍)이 되고 거듭 검교좌우림군(檢校左羽林軍)이 되었다.
문명(文明) 원년(684년), 서경업(徐敬業)이 양주(揚州)에서 측천무후 타도를 외치며 거병하였을 때, 측천무후는 11월 4일에 흑치상지에게 군을 거느리고 막게 했고, 11월 18일에 서경업의 군을 진압한다. 수공(垂拱) 원년(685년), 흑치상지는 처음으로 전국의 변방 업무를 주관하게 되었다. 이듬해인 수공 2년(686년), 돌궐(突厥)의 카간인 쿠틀룩(qutlugh, 骨咄祿) 혹은 일테리쉬 카간(Ilterish Qaghan, 힐질리시가한頡跌利施可汗)이 하동도(河東道)를 공격하자 흑치상지는 좌응양위대장군(左鷹揚衛大將軍) 연연도부대총관(燕然道副大總管)이 되어 양정(兩井)에서 돌궐군을 상대로 전투를 거두고 많은 가축을 노획한다. 이 공으로 흑치상지는 연국공(燕國公) 식읍 2천 호의 작에 봉해졌다.
수공 3년(687년)에 돌궐은 다시 당의 삭주(朔州)를 침공했는데, 흑치상지는 이때 우무위위대장군(右武威衛大將軍)으로서 신무도경략대사(神武道經略大使)로 채워져 이다조(李多祚), 왕구언(王九言) 등을 부장으로 거느리고 돌궐과 전투를 벌여, 황화퇴(黃花堆)에서 돌궐을 크게 쳐부수고 다시 40여 리를 뒤쫓아 돌궐을 사막 쪽으로 몰아낸다. 당시 우감문위중랑장(右監門衛中郞將) 찬보벽(爨寶璧)이 조정에 표를 올려 돌궐 잔당을 마저 칠 것을 청했고, 측천무후는 흑치상지에게 다시 회원군경략대사(懷遠軍經略大使)직을 주어 찬보벽과 함께 군을 합쳐 함께 돌궐을 쫓게 했다. 그런데 찬보벽은 공을 탐내어 흑치상지와의 사전 회의도 없이 홀로 진격하여 1만 3천 명에 달하는 전군이 궤멸당하는 피해를 입었다. 이에 보벽이 옥리에 내려 죽이고 흑치상지도 공이 없음을 문죄당하였는데, 주흥(周興) 등이 흑치상지가 응양장군 조희절과 더불어 반역했다고 모함하였다. 이에 체포되어 옥에 갇혔다가 689년 죽었다. 신당서와 삼국사기에는 교수형을 당했다고 나오나, 흑치상지에 대한 가장 자세한 기록이 있는 구당서에 따르면 스스로 목을 매 죽었다고 한다.

## 흑치씨의 유래
흑치상지 묘지명에는 흑치씨의 조상을 백제 왕족으로 기록하고 있으며, 흑치를 성으로 삼게 된 이유를 흑치(黑齒)에 책봉되었기 때문이라고 한다.  다수의 학자들은 흑치상지가 백제 부흥운동을 일으킨 지금의 충청남도 예산시에 위치했던 금물현(今勿縣)으로 비정한다. 그 외에 중국이 먼 변방 지역을 지칭 하는 용어였다는 설, 중국 사료에 등장하는 흑치국의 위치인 필리핀으로 비정하는 설이 있으며, 이를 검게 물들이는 문화가 있다.

## 흑치상지가 등장하는 작품
- 《대장군 흑치상지》(산마루, 2012년 10월, 저자 : 신규식)
- 《삼국기》(KBS, 1992년~1993년, 배우:이한수
- 《대조영》(KBS, 2006년~2007년, 배우 : 최상훈)

## 같이 보기
- 대성팔족